# Siberische waterjuffer
De Siberische waterjuffer (Coenagrion hylas) is een libellensoort uit de familie van de waterjuffers (Coenagrionidae), onderorde juffers (Zygoptera).
De wetenschappelijke naam van de soort is voor het eerst geldig gepubliceerd in 1889 door Trybom.